# Buena Vista (marca)
Buena Vista (em castelhano:  "boa visão") é um nome de marca historicamente usado para divisões e subsidiárias da The Walt Disney Company, cujos estúdios principais, os Walt Disney Studios, estão localizados na Buena Vista Street em Burbank, Califórnia. O estúdio também abriga a sede corporativa da empresa, o edifício Team Disney Burbank. Os logotipos das várias marcas da Buena Vista apresentavam a palavra "Buena Vista" sobreposta ao logotipo do castelo da Disney para sinalizar a afiliação entre a Buena Vista e a Disney.

## História
A marca foi originalmente usada para a Buena Vista Film Distribution Company, fundada por Walt e Roy O. Disney para distribuir The Living Desert (1953) depois que a RKO Radio Pictures, distribuidora de longa data da Disney, se recusou a fazê-lo. A empresa iria distribuir todos os futuros filmes da Disney, embora alguns ainda fossem distribuídos pela RKO até 1956 por causa de contratos preexistentes. Disney aposentou parcialmente o nome Buena Vista em maio de 2007 e a empresa foi designada Walt Disney Studios Motion Pictures.
O Walt Disney World Resort está localizado na cidade de Lake Buena Vista, Flórida. O lago homônimo da cidade era conhecido como Black Lake antes de a Walt Disney Enterprises adquirir o terreno na década de 1960. A área de entrada e o terreno temático da Buena Vista Street no Disney California Adventure Park no Disneyland Resort também fazem referência à marca e à rua da vida real em Burbank.
Em 1994, a primeira produção em espanhol surgiu da Buena Vista Productions International, "Navidad en las Americas", um programa de férias que foi ao ar na rede Univision.
Em 1996, a Buena Vista International foi descrita como a "divisão de distribuição internacional da Walt Disney Company", incluindo "marketing e distribuição" de filmes no Reino Unido (a partir de 1995), e Japão (a partir de 2005).

## Reorganização
As seguintes marcas da Buena Vista foram aposentadas ou renomeadas para Disney e/ou ABC, de acordo com a estratégia de branding da empresa. Buena Vista Home Entertainment, Buena Vista Records e Lake Buena Vista, no entanto, não mudaram seus nomes. A Gaumont Buena Vista International, no entanto, era uma joint venture entre a Gaumont Film Company e a Walt Disney Company, fundada em janeiro de 1993. A GBVI assegurava a distribuição dos filmes de suas duas empresas controladoras na França. Após 11 anos de existência, foi dissolvida em 2004, pois a Disney prefere distribuir seus próprios filmes como Buena Vista International (França). Buena Vista foi revivido como um nome, Buena Vista Theatrical, para a antiga Fox Stage Production como uma divisão do Disney Theatrical Group.
| Marca Buena Vista                                           | Função corporativa | Reformulação |
| ----------------------------------------------------------- | --- | --- |
| Buena Vista Pictures Distribution (BVPD)                    | Distribuidora de filmes nos Estados Unidos | Walt Disney Studios Motion Pictures |
| Buena Vista International (BVI)                             | Braço de distribuição internacional da Buena Vista Pictures Distribution. O nome ainda está em uso em alguns países (exceto América Latina e Brasil) | Walt Disney Studios Motion Pictures International Star Distribution (América Latina e Brasil) Buena Vista International (permanece em uso como um rótulo para filmes teatrais não pertencentes à Disney e não pertencentes à Star Studios em países fora dos Estados Unidos) |
| Buena Vista Home Entertainment (BVHE)                       | Braço de distribuição de mídia doméstica da Buena Vista Pictures Distribution, Inc. / distribuidora de vídeos domésticos da Disney.                  | Walt Disney Studios Home Entertainment |
| Buena Vista International Television (BVIT)                 | A distribuição televisiva internacional em países e canais da Disney                                                                                 | Disney–ABC International Television (14 de maio de 2007) |
| Buena Vista International Television Latin America (BVITLA) | | Disney Media Distribution Latin America (DMDLA) |
| Buena Vista Worldwide Television (BVWT)                     | | Disney–ABC Worldwide Television (14 de maio de 2007) |
| Buena Vista International Television Asia Pacific (BVITAP)  | | Disney Networks Group Asia Pacific (anteriormente Disney–ABC International Television Asia Pacific de 14 de maio de 2007 a 20 de março de 2019 antes da fusão com a Fox Networks Group Asia Pacific Limited)                                                                 |
| Buena Vista Games (BVG)                                     | Empresa de software | Disney Interactive Studios |
| Buena Vista Music Group (BVMG)                              | Braço da divisão de música da Disney | Disney Music Group |
| Buena Vista Concerts                                        | Concerto ao vivo | Disney Concerts |
| Buena Vista Productions (BVP)                               | | ABC Media Productions (2009) |
| Buena Vista Publishing Group (BVPG)                         | | Disney Publishing Worldwide (1999) |
| Buena Vista Sound Studios (BVSS)                            | Departamento de som da Disney | Disney Digital Studio Services Sound Department |
| Buena Vista Television (BVT)                                | Unidade de distribuição de televisão da Disney | Disney–ABC Domestic Television |
| Buena Vista Theatrical Group Ltd. (BVTG)                    | Subsidiária de produção musical e peça de teatro da Disney                                                                                           | Disney Theatrical Group |